# پلیمر تقویت‌شده با الیاف کربن

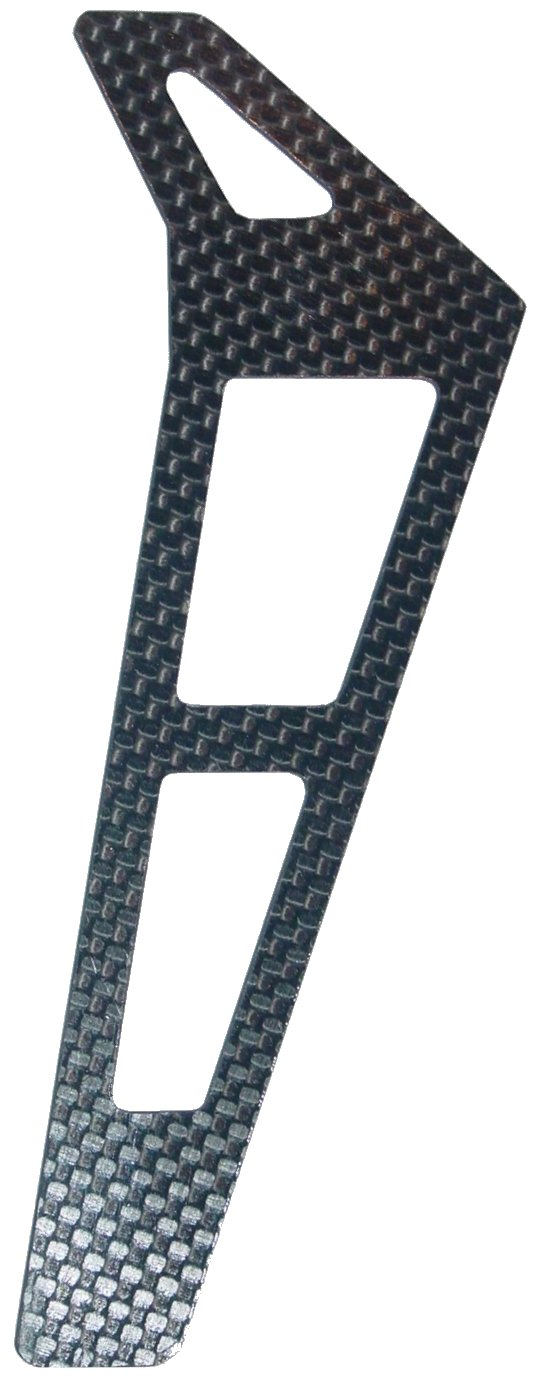
بالهٔ یک کنترولر رادیویی هلیکوپتر ساخته شده با الیاف CFRP

پلیمر تقویت شده با الیاف کربن (انگلیسی: Carbon-fiber-reinforced polymer) به گونه‌ای از فیبر کربن گفته می‌شود که با پلاستیک یا فیبر کربن الیاف ترموپلاستیک با نام‌های اختصاری بین‌المللی (CFRP, CFRTP, CRP) تولید می‌گردد، در فرایند تولید به تناوب حتی گاهی از کربن تنها یا فیبرهای پلیمری تقویت‌شده با (نام اختصاری FRP) هم استفاده می‌شود، به‌طور کلی این عنوان در مورد یک پلاستیک مخصوص تقویت شده با الیاف بسیار قوی و در عین حال سبک فیبرهای کربن کاربرد دارد، در کشورهای مشترک‌المنافع بریتانیا عنوان (فیبر به تنهایی و بدون کربن) رایج است.
گونه‌ای دیگر از این محصول با (نام اختصاری CFRPs) هزینهٔ بسیار بالایی برای تولید می‌طلبد اما با توجه به استحکام و وزن معقولی که نسبت به استحکامش دارد و همین‌طور در مبحث استحکام ویژه مورد بهره‌برداری می‌تواند قرار بگیرد که به عنوان مثال برنامه‌های هوافضا، مهندسی خودرو، وسایل ورزشی و تعداد فزاینده‌ای از دیگر برنامه‌های کاربردی مصرف‌کننده و فنی را می‌توان نام برد.
پلیمر اتصال اغلب یک رزین ترموستیک مانند اپوکسی است، اما گاهی دیگر از پلیمرهای گرماسخت یا ترموپلاستیک مانند پلی استر، وینیل استر و نایلون استفاده می‌شود. این ترکیب ممکن است علاوه بر الیاف کربن، آرمید (مثلاً کوولار، تارارون)، آلومینیوم، پلی اتیلن با وزن مولکولی بسیار بالا (UHMWPE) یا الیاف شیشه‌ای داشته باشد. خواص محصول CFRP نهایی همچنین می‌تواند توسط نوع افزودنی‌های معرفی شده به ماتریس اتصال (رزین) تحت تأثیر قرار گیرد. شایع‌ترین افزودنی سیلیس است، اما دیگر مواد افزودنی مانند لاستیک و نانولوله‌های کربنی می‌تواند مورد استفاده قرار گیرد. این ماده همچنین به عنوان پلیمر تقویت شده با گرافیت یا پلیمر تقویت شده با فیبر گرافیت نامیده می‌شود GFRP) کمتر رایج است، زیرا با پلیمرهای شیشه‌ای فیبر مواجه است).

## خواص
CFRP مواد کامپوزیتی هستند. در این مورد کامپوزیت متشکل از دو بخش است: ماتریس زمینه و تقویت‌کننده.
در CFRP تقویت فیبر کربنی است که قدرت را فراهم می‌کند. ماتریکس معمولاً یک رزین پلیمری است، مانند اپوکسی، برای اتصال تقویت‌کننده‌ها به یکدیگر. از آنجا که CFRP متشکل از دو عنصر متمایز است، خواص مواد بستگی به این دو عنصر دارد. این دو عنصر شامل آلومینیوم و فولاد می‌باشد.
CFRP دارای خاصیت‌های خاصی است. خواص CFRP به طرح بندی فیبر کربن و نسبت فیبر کربن نسبت به پلیمر بستگی دارد. دومعادله مختلف که مدول الاستیسیته خالص مواد کامپوزیت را با استفاده از خواص الیاف کربن و ماتریکس پلیمری کنترل می‌کنند نیز می‌تواند به پلاستیک تقویت شده فیبر کربن اعمال شود.
چقرمگی شکست پلاستیک‌های تقویت شده با فیبر کربن توسط مکانیزم‌های زیر کنترل می‌شود:
۱- از هم گسیختگی بین فیبر کربن و ماتریکس پلیمری
۲- فیبر کشویی
۳- نفوذپذیری بین صفحات CFRP; CFRPهای معمولی مبتنی بر اپوکسی تقریباً بدون پلاستیسیته هستند و با فشار کمتر از ۰٫۵٪ به شکست می‌رسند.
اگرچه CFRPs با اپوکسی دارای قدرت بالا و مدول الاستیک هستند، مکانیسم شکست شکنی، به علت عدم وقوع، فاجعه بار است. به همین ترتیب، تلاش‌های اخیر برای تقویت CFRPs شامل اصلاح مواد اپوکسی موجود و پیدا کردن ماتریس جایگزین پلیمری است. یکی از این مواد با چقرمگی بالا PEEK است، که مرتبه چگالی بیشتر با مدول الاستیک مشابه و استحکام کششی نشان می‌دهد. با این حال، PEEK تولید بسیار گران و قیمت بالاتری دارد.
با وجود مقادیر اولویت بالا نسبت به وزن، محدودیت طراحی CFRP، عدم وجود یک حد استقامتی قابل تعریف است. این به این معناست که به لحاظ نظری، شکست چرخه تنش را نمی‌توان رد کرد. در حالی که فولاد و بسیاری دیگر از فلزات ساختاری و آلیاژها دارای محدودیت‌های استقامتی قابل برآورد هستند، حالت شکست پیچیده کامپوزیت‌ها به این معنی است که ویژگی‌های شکست خستگی CFRP برای پیش‌بینی و طراحی آن دشوار است. در نتیجه، هنگام استفاده از CFRP برای برنامه‌های کاربردی بارگیری بحرانی، مهندسان ممکن است نیاز به طراحی در حاشیه‌های امنیتی قابل توجهی برای ارائه قابلیت اطمینان قطعات مناسب در طول عمر مفید خود داشته باشند.
اثرات محیطی مانند دما و رطوبت می‌تواند اثرات عمیقی بر کامپوزیتهای مبتنی بر پلیمر داشته باشد، از جمله بیشتر CFRPs. در حالی که CFRP مقاومت فولاد را عالی نشان می‌دهد، اثر رطوبت در محدوده وسیعی از درجه حرارت می‌تواند منجر به تخریب خواص مکانیکی CFRP، به ویژه در رابط فیبر ماتریکس شود. در حالی که فیبرهای کربن خود را تحت تأثیر رطوبت قرار نمی‌گیرند، رطوبت ماتریس پلیمری را پلاستیسیت می‌کند. ماتریکس اپوکسی مورد استفاده برای تیغه موتور فن طراحی شده‌است که در برابر سوخت جت، روانکاری، و باران آب نامناسب است و رنگ خارجی در قطعات کامپوزیت برای به حداقل رساندن آسیب نور نور ماوراء بنفش اعمال می‌شود. الیاف کربن هنگامی که قطعات CRP به آلومینیوم متصل می‌شوند، می‌توانند باعث خوردگی گالوانیزه شوند.

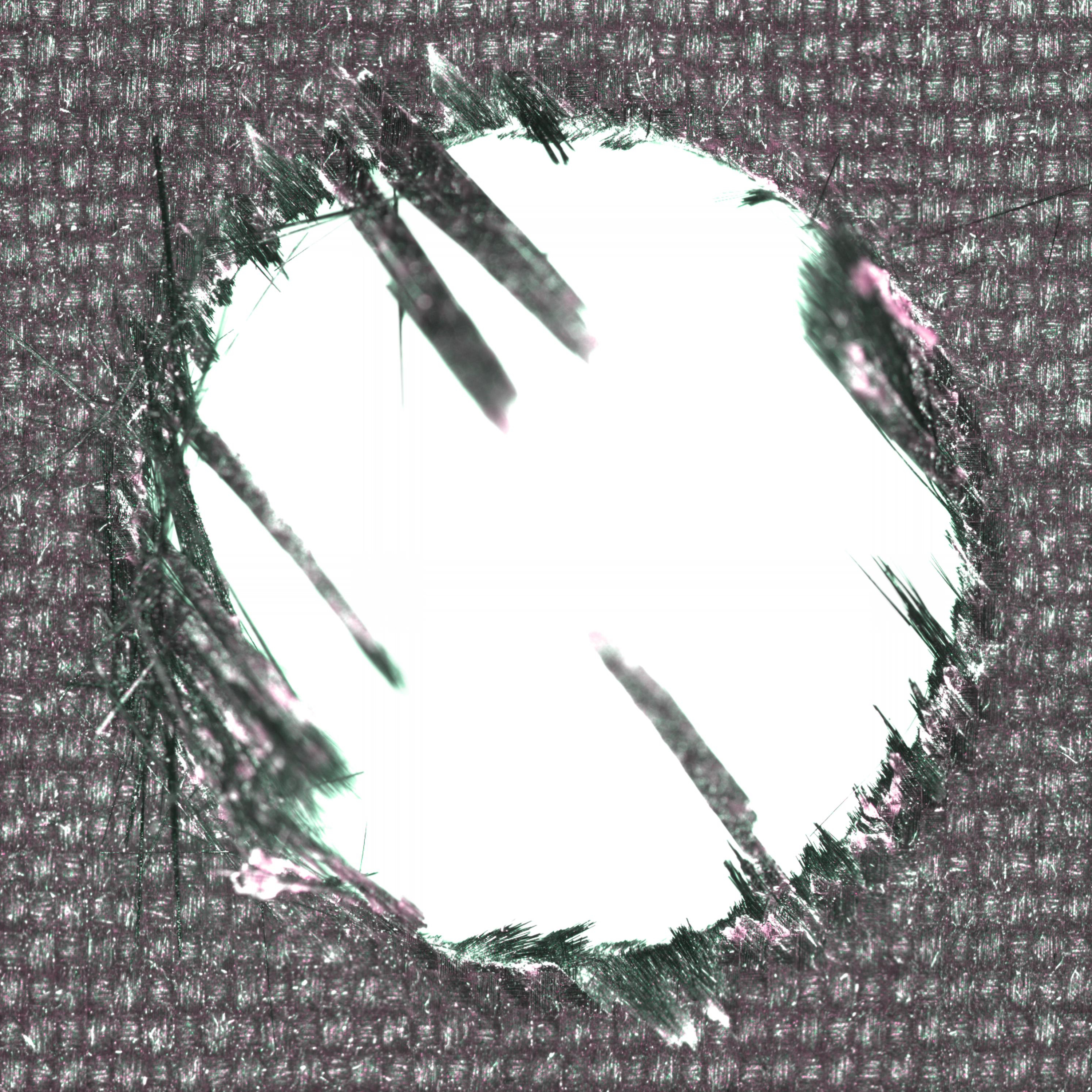
پلیمر تقویت شده فیبر کربن

### ساخت
عنصر اولیه CFRP یک رشته کربن است. این از یک پلیمر پیش ساز مانند پلی اکریلونیترول (PAN)، که از نفت تولید می‌شود. برای پلیمرهای مصنوعی مانند PAN یا Rayon، پیش ماده ابتدا به نخهای رشته‌ای تبدیل می‌شود، با استفاده از فرآیندهای شیمیایی و مکانیکی، ابتدا زنجیره‌های پلیمری را به ترتیب برای بالا بردن خواص فیزیکی نهایی فیبر کربن تکمیل می‌کند. ترکیبات پیش ساز و فرایندهای مکانیکی که در طناب نخ ریسی استفاده می‌شود ممکن است در میان تولیدکنندگان متفاوت باشد. بعد از رسم یا چرخش، رشته‌های پلیمری پلیمر برای گرم کردن اتم‌های غیر کربن (کربن سازی) و تولید فیبر کربن نهایی، گرم می‌شوند. الیاف کربنی نخ‌های رشته‌ای بیشتر می‌توانند برای بهبود کیفیت حمل و نقل بهبود یابند و سپس به زخم‌ها متصل شوند از این الیاف، ورقهٔ یک طرفه ایجاد می‌شود. این ورقه‌ها بر روی یک لایه در یک لایه شبه ایزوتروپیک لایه دارند، به عنوان مثال ۰ °، + ۶۰ ° یا -۶۰ ° نسبت به یکدیگر هستند.
از فیبرهای ابتدایی می‌توان یک ورق بافته دو طرفه ایجاد کرد، به عنوان مثال یک توری با یک تکه ۲/۲.
فرآیندی که بیشتر CFRPها ساخته می‌شوند، بسته به قطعه‌ای که ایجاد می‌شود، متفاوت است و تعداد زیادی از این قطعه خاص تولید خواهد شد. علاوه بر این، انتخاب ماتریس می‌تواند تأثیر عمیقی بر خواص کامپوزیت به پایان برساند.
بسیاری از قطعات CFRP با یک لایه از پارچه کربن ساخته شده‌است که با فایبرگلاس پشتیبانی می‌شود. یک ابزار به نام تفنگ هلیکوپتر به منظور ایجاد سریع قطعات این کامپوزیت استفاده می‌شود. هنگامی که یک پوسته نازک از فیبر کربن ایجاد می‌شود، تفنگ شخم زنی رول‌های فایبر گلاس را به طول کوتاه و اسپری رزین در همان زمان برش می‌دهد تا فایبرگلاس و رزین در نقطه مخلوط شوند. رزین مخلوط خارجی است که در آن به عنوان سخت‌کننده استفاده می‌شود و رزین به‌طور جداگانه اسپری می‌شود یا مخلوط داخلی، که بعد از هر استفاده تمیز می‌شود. روش‌های تولید ممکن است شامل موارد زیر باشند:

#### ریخته‌گری
یکی از روش‌های تولید قطعات CFRP توسط ورق‌های پارچه‌ای کربن به صورت قالب بندی محصول نهایی است. تراز و بافندگی الیاف پارچه برای بهینه‌سازی خواص قدرت و سختی مواد حاصل می‌شود. قالب سپس با اپوکسی پر می‌شود و گرمای هوا یا هوا را می‌گیرد. نتیجه بسیار مقاوم در برابر خوردگی، سفت و سخت است و وزن آن بسیار قوی است. قطعاتی که در مناطق کم‌اهمیت مورد استفاده قرار می‌گیرند، از پارچه‌ها روی یک قالب ساخته می‌شوند و اپوکسی یا به صورت الیاف یا «رنگ آمیزی» شده‌است. قطعات با کارایی بالا با استفاده از قالب‌های تک اغلب با کیسه‌های خلاء و یا اتوکلاو درمان می‌شوند، زیرا حتی حباب‌های کوچک هوا در مواد باعث کاهش قدرت می‌شوند. یک جایگزین برای روش اتوکلاو، استفاده از فشار داخلی از طریق پمپ‌های هوای برقی و یا فوم EPS در داخل فیبر کربن ذخیره نشده‌است.

## نگارخانه

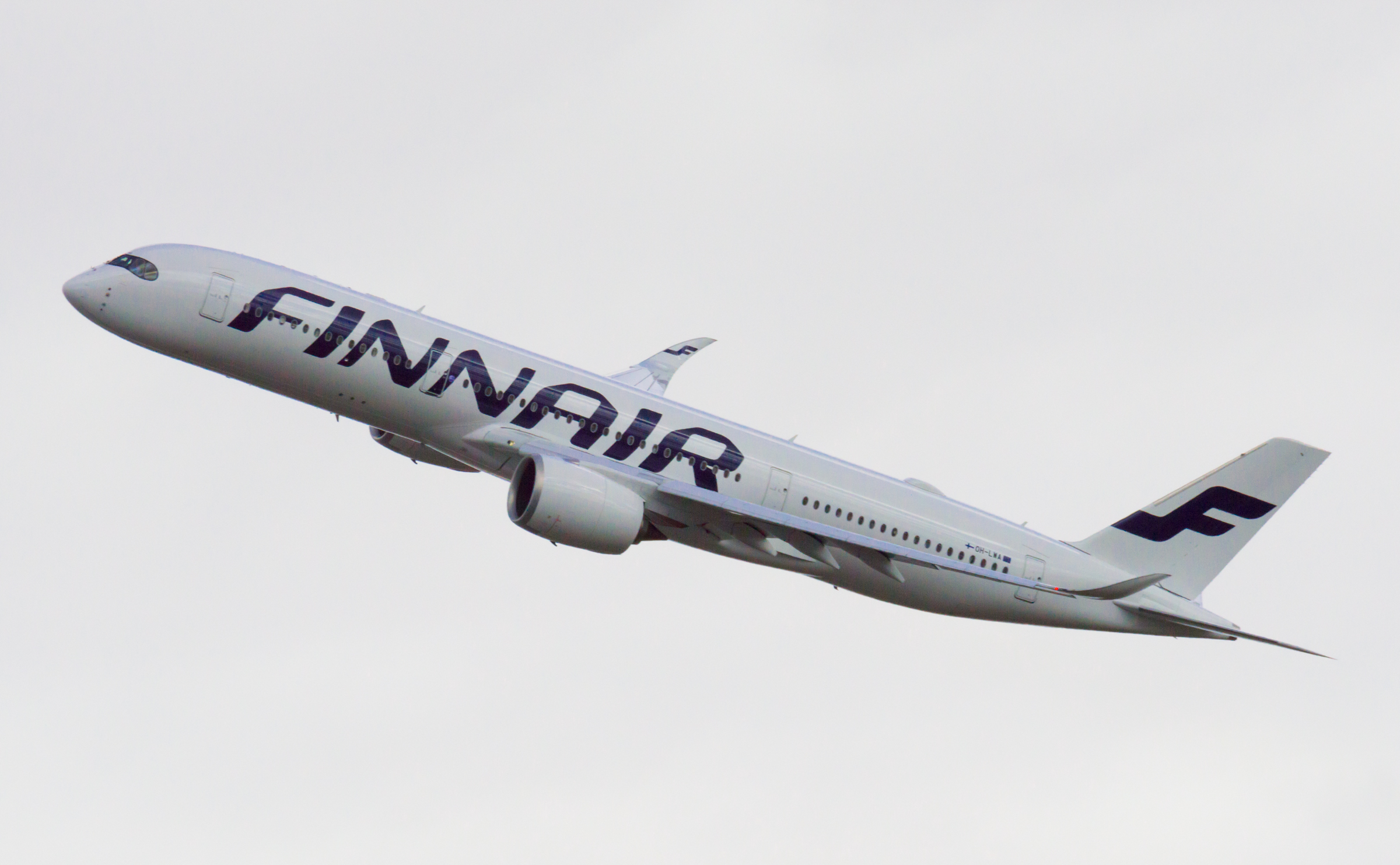
شرکت هواپیمایی فن‌ایر در ایرباس‌های مدل A350 از ۵۲٪ قطعات کامپوزیت کربنی استفاده می‌کند
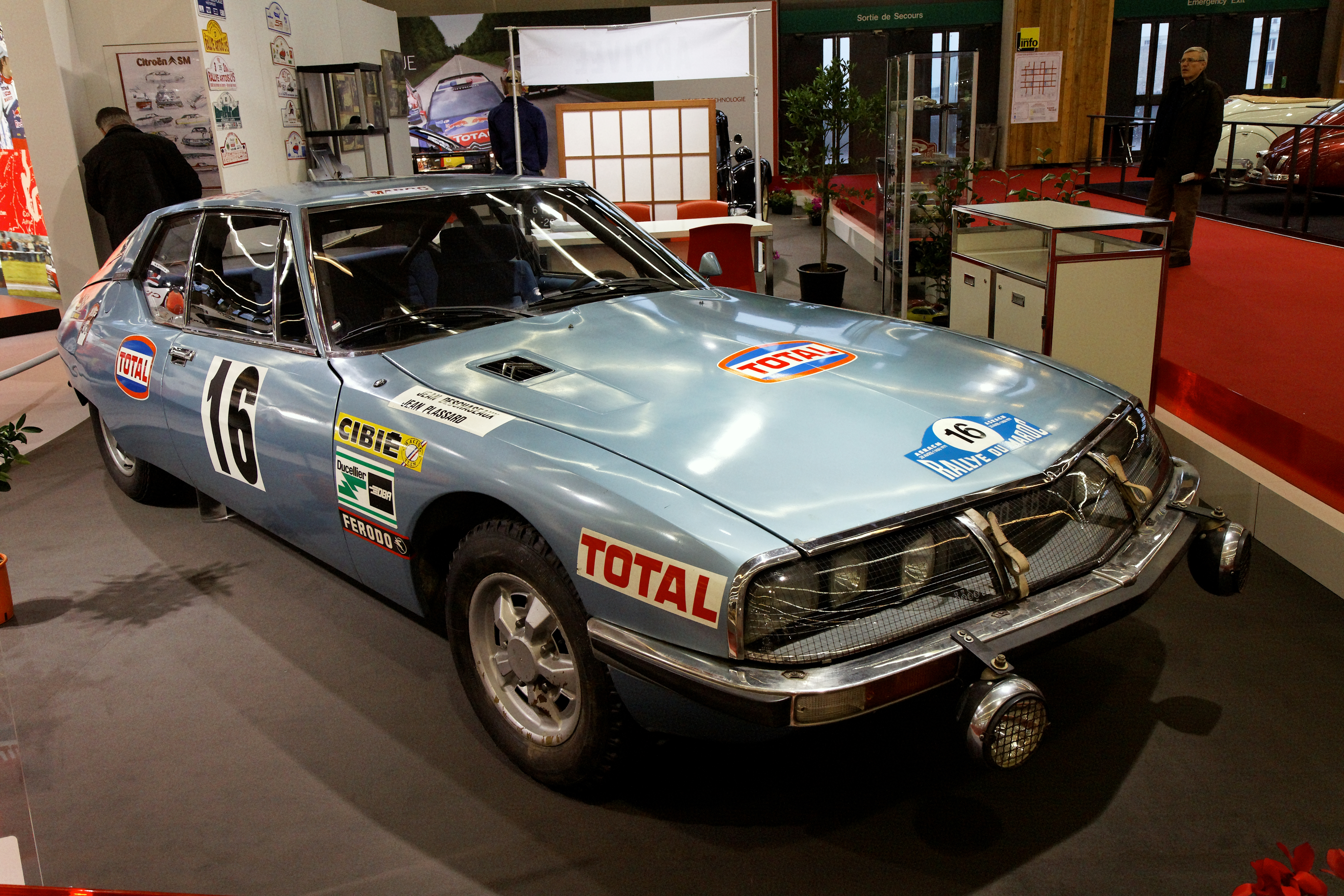
خودروی سیتروئن SM در سال ۱۹۷۱ برندهٔ رالی مراکش شد، این خودرو دارای چرخ‌های فیبر کربن بود
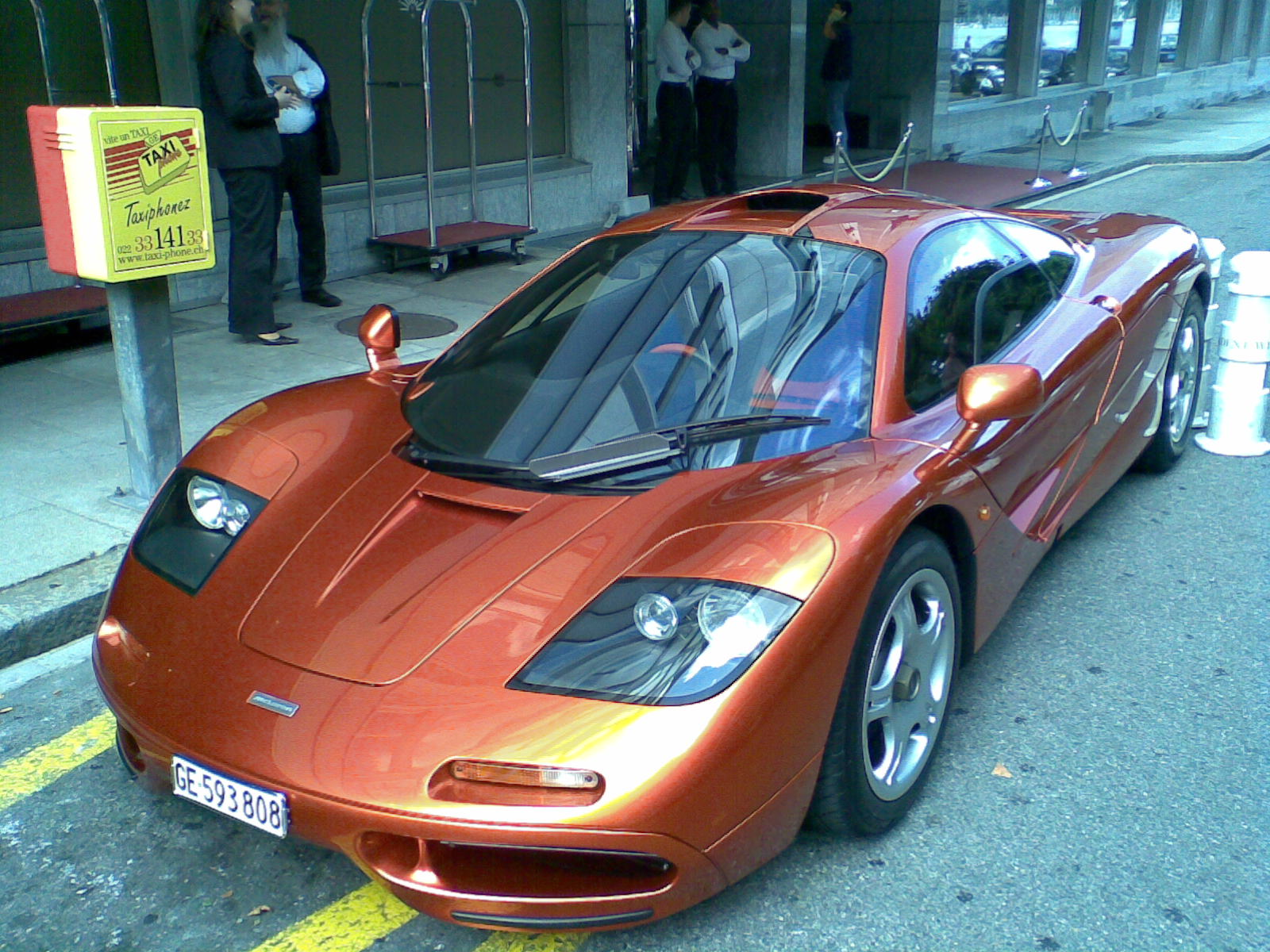
خودروی مک‌لارن اف۱ اولین خودرویی بود که با بدنهٔ فیبر کربن در سال ۱۹۹۶ تولید شد
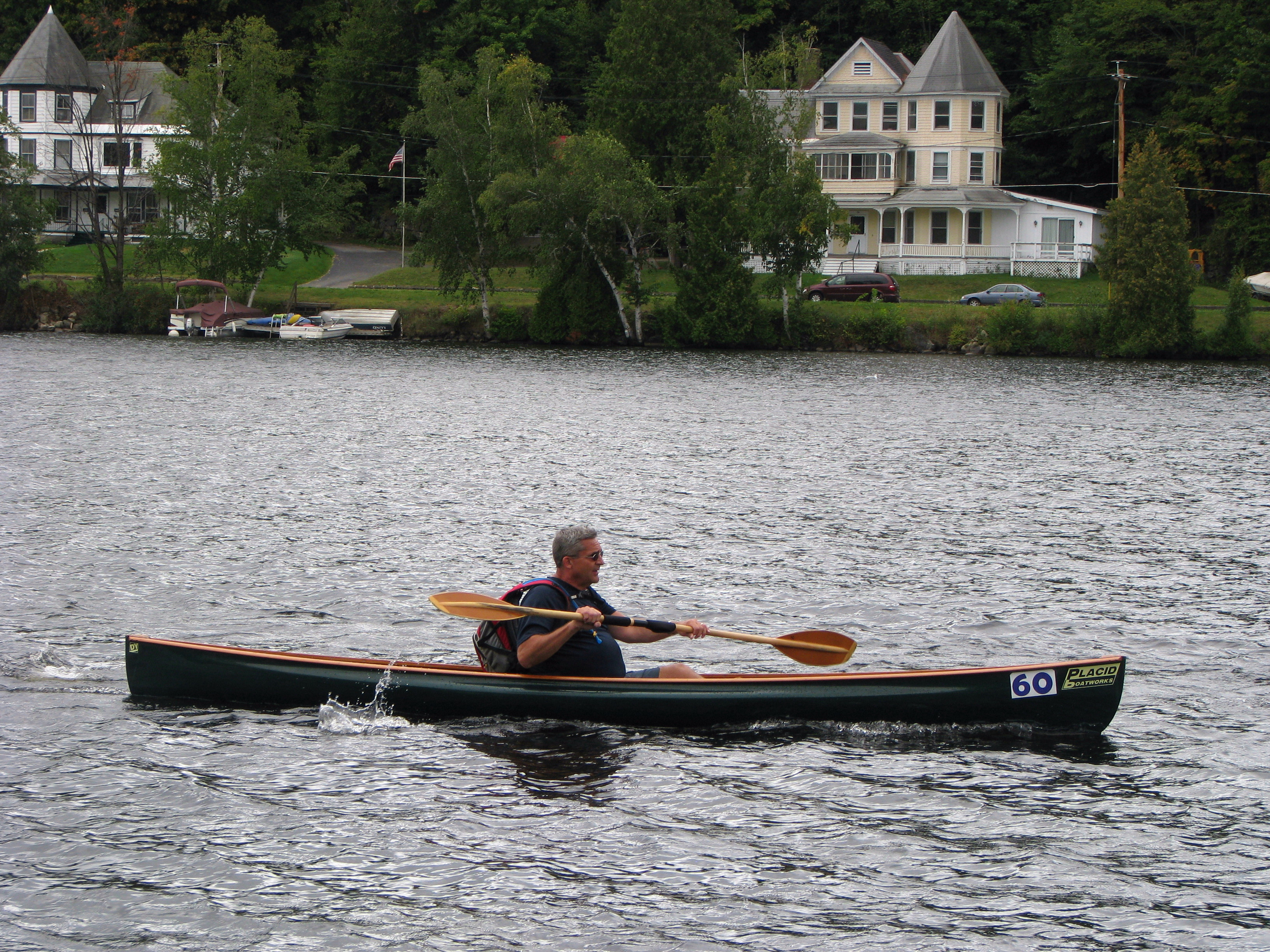
قایق‌های تفریحی و ورزشی که به وسیلهٔ کولار و الیاف کربن تولید می‌شوند
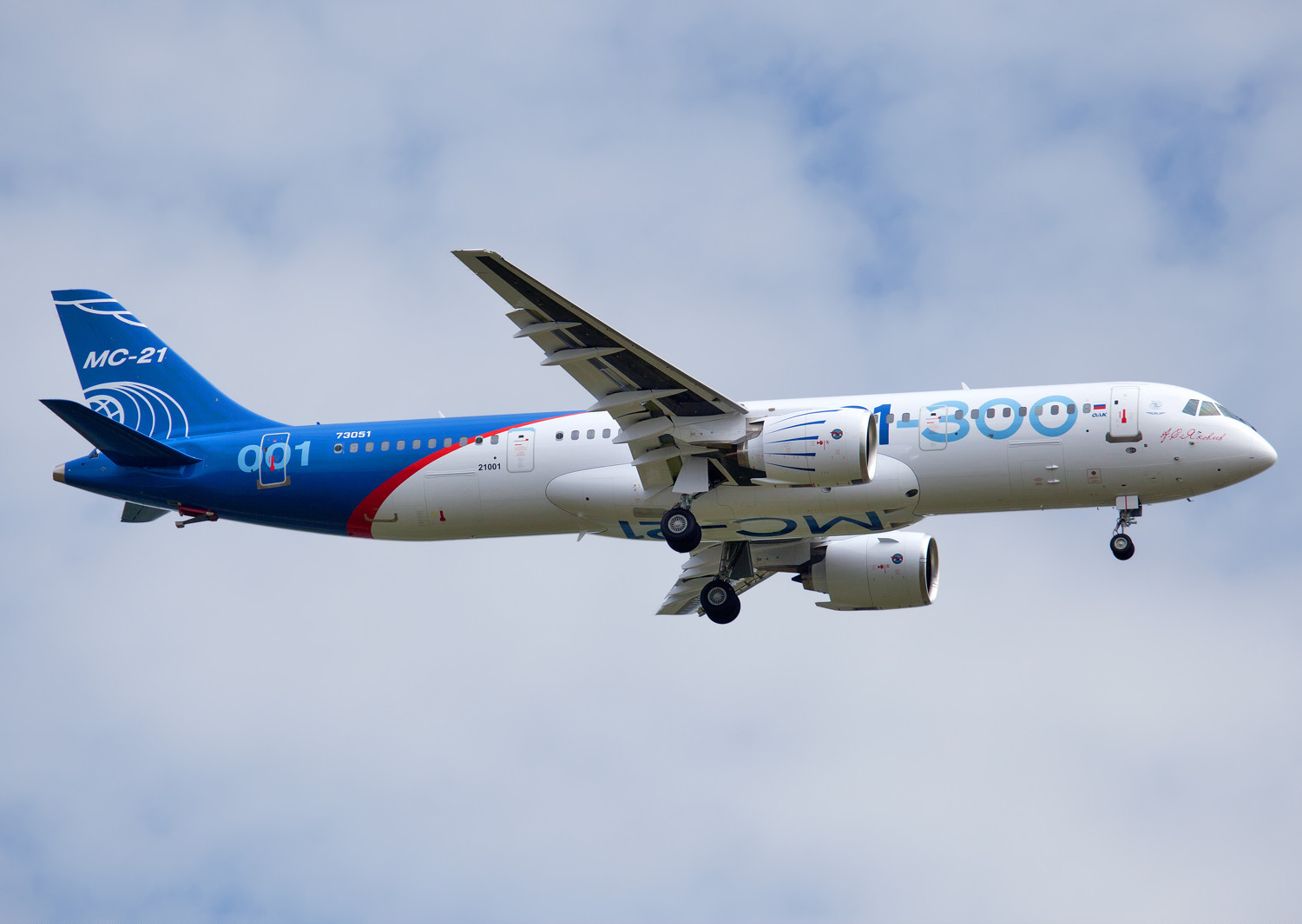
هواپیمای ایرکوت ام‌سی-۲۱ دارای بال های کامپوزیت کربنی است.